# Мартин, Эрик
Эрик Ли Мартин (англ. Eric Lee Martin, род. 10 октября 1960 года, Лонг-Айленд, США) — американский рок-певец, активно выступавший в 1980-х, 1990-х и 2000-х годах, как сольный исполнитель и в составе различных групп. Наиболее успешным проектом в его карьере музыканта стала хард-рок группа Mr. Big, супергруппа, которая получила большой хит в начале 1990-х годов с песней «To Be with You», которую Мартин написал в подростковом возрасте.

## Биография
Родился 10 октября 1960 года в семье Фредерика Ли «Пеппер» Мартина и Айрис Мартин. У него трое младших братьев и сестёр Дэн, Джоан и Лори.
Эрик Мартин наполовину ирландец и итальянец.
Первое музыкальное влияние на Эрика Мартина оказал его отец, Фредерик Ли «Пеппер» Мартин. Пеппер Мартин был барабанщиком группы «The Buzz».
Мартин был барабанщиком только некоторое время. Понимая, что для него лучше подойдёт положение ведущего вокалиста, он стал вокалистом в следующих группах, в которых он был. Эрик Мартин, будучи подростком, играл в нескольких рок-группах, включая «SF Bloodshy» и «Backhome», в то время как учился в средней школе «Foothill» в Сакраменто, штат Калифорния. В середине 1970-х годов Эрик присоединился к панк-группе под названием «The Innocents», где играл вместе с Конни Шампань и Риком Уолз-Смитом. В период с 1974 по 1975 год Эрик выступал с Джимом Престоном во многих студенческих клубах в составе группы «The J.C. Michaels Band». Он начал набирать обороты, когда присоединился к группе под названием «Stark Raving Mad» (в которую также входил будущий гитарист/клавишник «Winger» Пол Тейлор) в Санта-Розе, штат Калифорния. «Stark Raving Mad», в которую также вошли Донаван и Брайан Старк, сняли демо с Bearsville Records, созданное Крисом Никсом, братом Стиви Никса.
Во время летнего перерыва в 1974 году Мартин присоединился в класс музыкальной комедии, проходившей в средней школе Мира Лома в Сакраменто. Он прошёл прослушивание на роль Иуды, но ему не дали роль. Вместо этого он стал дублёром.

### Mr.Big, 1988—2002; 2009—н.в.
В 1988 году Мартин объединился с Билли Шихэном, Пэт Торпи и Полом Гилбертом, чтобы создать супергруппу «Mr. Big» в Лос-Анджелесе. Благодаря своей репутации среди коллег-музыкантов, группа привлекла внимание Atlantic Records, которая подписала с ними контракт в 1989 году. В том же году они выпустили свой дебютный одноимённый альбом, который был тепло встречен критиками и стал коммерчески успешным в США и Японии. В июне 1990 года они отправились в турне по Америке вместе с канадской группой «Rush».
В 1991 году группа выпустила альбом «Lean into It», в который вошли две баллады, ставшие их коммерческим хитом: «Быть с тобой» (песня заняла первое место в 15 странах) и «Просто возьми моё сердце». После выхода альбома в апреле и мае того же года группа отправилась в тур по Великобритании при поддержке групп «The Throbs» и «Heartland».
После очередного британского турне, группа выпустила альбом Mr. Big Live в 1992 году. «Mr. Big» продолжали работать над своим третьим альбомом, а в 1993 году они выступали с аншлаговыми шоу по всей Великобритании. В декабре группа сделала перерыв в гастролях, чтобы поддержать трёхдневный аншлаговый концерт Aerosmith на лондонской арене Уэмбли.
В 1993 году ещё одна баллада с нового альбома «Bump Ahead» вошла в топ-10 чартов — кавер на «Wild World» Кэт Стивенс. Хотя группа не смогла повторить свой коммерческий успех в США, её популярность в Японии продолжала стремительно расти. Это привело к созданию нескольких концертных альбомов, выпущенных только для этой страны: «Raw Like Sushi I», «Raw Like Sushi II», «Japandemonium» и «Mr. Big». В 1996 году «Mr. Big» представил свой альбом «Hey Man», который пользовался большим спросом на Дальнем Востоке. В 1997 году группа записала «Live At Budokan», после чего на некоторое время взяла перерыв.
Во время записи пятого студийного альбома Пол Гилберт принял решение покинуть группу. Взамен в состав был приглашён новый гитарист Ричи Котцен. В сентябре 1999 года в Японии вышел новый альбом «Mr. Big» в обновлённом составе. Первый сингл с этого альбома «Get Over It» стал хитом номер один в Японии и был сертифицирован как мультиплатиновый. Он также стал самым продаваемым релизом Atlantic на этой территории. В 1999 году группа «Mr. Big» отправилась в 20-дневное турне по Японии. Завершилось оно ярким новогодним шоу, которое группа провела вместе с Aerosmith на стадионе Osaka Dome в Осаке. После выхода альбома группа дала небольшой клубный концерт в театре The Roxy Theatre в Западном Голливуде.
Летом 2001 года Мартин и другие участники группы выпустили альбом «Actual Size» для Японии и других азиатских стран. Диск занял первое место в чартах, а первый сингл с альбома «Shine» стал хитом. Эта песня также использовалась в качестве финальной темы для анимационного сериала «Hellsing». Несмотря на то, что они были вынуждены расстаться, в 2002 году её участники отправились в прощальный тур по Японии и Азии. Это было связано с контрактом, который они были обязаны выполнить.

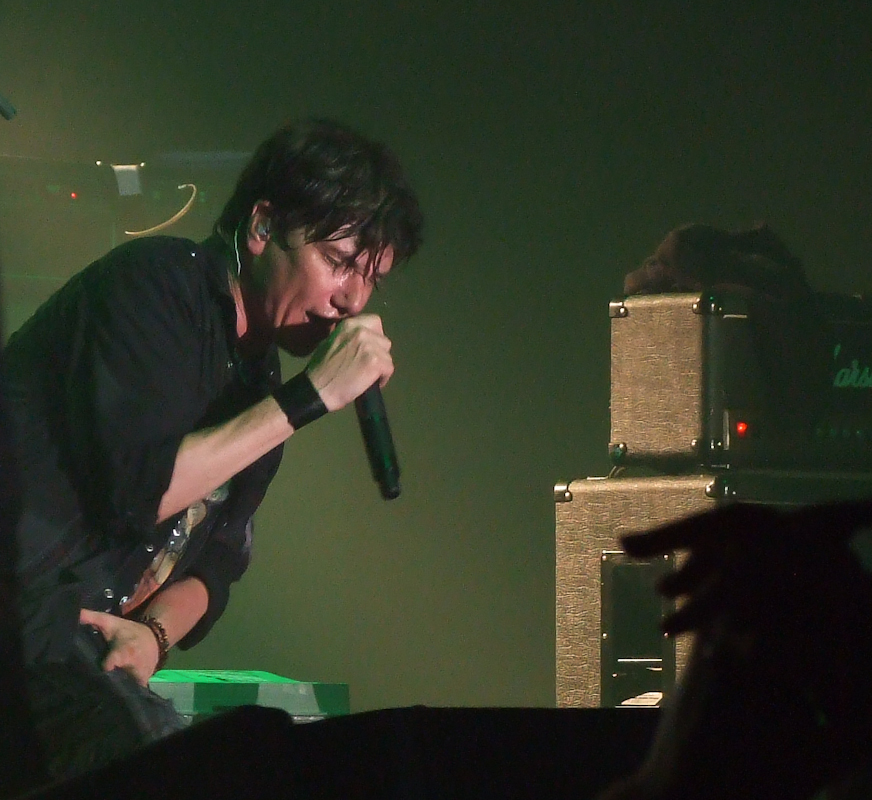
Эрик Мартин на гастролях в Софии. 15 июня 2011 года.

О воссоединении группы было официально объявлено 1 февраля 2009 года в японской радиопрограмме «Heavy Metal Syndicate by Koh Sakai». Вскоре после этого, в течение первых двух недель февраля, последовали многочисленные интервью и пресс-конференции, на которых были раскрыты планы коллектива на гастроли в Японии в июне 2009 года и выпуск новых альбомов. За этими событиями последовало мировое турне, охватывающее различные города Европы и включающее несколько концертов в Юго-Восточной Азии, в частности в Индии, Таиланде, Филиппинах, Сингапуре, Индонезии и Южной Корее.
В 2010 году «Mr. Big» создал новый альбом под названием «What If…», спродюсированный Кевином Ширли. Этот альбом был выпущен в начале 2011 года.
10 мая 2011 года, спустя почти два десятилетия, группа «Mr. Big» дала концерт в Колизее Araneta в Маниле, Филиппины. На этом выступлении музыканты исполнили множество песен из своего альбома «Lean into It», а также представили новые композиции из альбома «What If…». После этого группа отправилась в успешный тур по Южной Америке, который завершился двумя концертами в Бразилии. На последнем из них, в городе Порту-Алегри, 10 июля, по словам Эрика Мартина, «Mr. Big» устроил «вечеринку в честь окончания тура» перед более чем 2000 поклонниками на местном рок-баре Bar Opinião.
В феврале 2018 года барабанщик Пэт Торпи скончался от осложнений болезни Паркинсона в возрасте 64 лет. Его последнее шоу состоялось в Вулфран-Холле в Вулверхэмптоне 23 ноября 2017 года. Мемориальное шоу состоялось 23 мая 2018 года в Каньоне в Агура-Хиллз, Калифорния, с бывшим членом Ричи Котценом в качестве специального гостя. В финальном этапе «to be With You» приняли участие такие музыканты, как: Мэтт Сорум, Дэйв Амато, Рикки Филлипс, Кит Сент-Джон, Прескотт Найлс, Келли Киги, Джефф Скотт Сото, Эйс фон Джонсон и Грег Биссонетт.
В октябре 2018 года Эрик Мартин сказал в интервью «Friday NI Rocks», что группа  активно занимается разработкой своего следующего альбома. По его словам, после завершения всех гастрольных обязательств в 2019 году группа планирует прекратить своё существование: «Да, это последнее выступление, и на этом всё. Мне немного грустно продолжать без Пэта Торпи».

## Дискография

### Сольные альбомы
- Eric Martin (1985)
- I’m Only Fooling Myself (1987)
- Somewhere in the Middle (1998)
- I’m Goin' Sane (2002)
- Destroy All Monsters (2004)
- Mr. Vocalist (2008)
- Mr. Vocalist 2 (2009)
- Mr. Vocalist X-Mas (2009)
- Mr. Vocalist 3 (2010)
- Mr. Rock Vocalist (2012)

### Сборные альбомы
- Soul Sessions: The Capitol Years (1986)
- Love Is Alive: Works of 1985—2010 (2010)
- Mr. Vocalist Best (2010)
- Extended plays
- Pure (2003)
- Eric Martin Band
- Sucker for a Pretty Face (1983)
- Mr. Big
- Main article: Mr. Big discography
- Tak Matsumoto Group
- TMG I (2004)

### Гостевые участия
- Big Trouble — Big Trouble (1987; duet on the track "What About You And Me)
- Michael Bolton — The Hunger (1987)
- Signal — Loud & Clear (1989)
- Todd Rundgren — Nearly Human (1989)
- Europe — Prisoners in Paradise (1991; co-writer of «All or Nothing»)
- Laura Branigan — Over My Heart (1993; co-writer of «Over My Heart»)
- Sammy Hagar — Marching to Mars (1997)
- Mogg/Way — Edge of the World (1997)
- Lebocat — Flo’s Barbershop (2002)
- Harry Hess — Just Another Day (2003)
- Mariya Takeuchi — Sincerely, Vol. 2: Mariya Takeuchi Song Book (2003)
- Various artists — Genius: A Rock Opera, Episode 2: In Search of the Little Prince (2004; as «Mr. Niko»)
- Richie Zito’s Avalon — Avalon (2006)
- Various artists — Genius: A Rock Opera, Episode 3: The Final Surprise (2007; as «Mr. Niko»)
- Ted Nugent — Love Grenade (2007)
- T-Square — 33 (2007)
- Jun Senoue — The Works (2009)
- Pushking — The World as We Love It (2011)
- Avantasia — The Mystery of Time (2013)
- Mägo de Oz — «Celtic Land» (2013; on the track «Xanandra»)
- Avantasia — Ghostlights (Digibook edition bonus live disc) (2016)
- Avantasia — Moonglow (2019)

### Участие в трибьют-альбомах
- Working Man — A Tribute to Rush (1996)
- Siam Shade Tribute (2010)
- Mister Bolin’s Late Night Revival (2011)
- Sin-Atra (2011)
- Working Class Dogs: A Tribute to Rick Springfield (2012)
- L’Arc~en~Ciel Tribute (2012)

### Саундтрек выступления
- Teachers soundtrack (1984) («I Can’t Stop the Fire»)
- Iron Eagle soundtrack (1986) («These Are the Good Times» and «Eyes of the World»)
- The Amazing Spider-Man vs. The Kingpin (1993)
- Mighty Morphin Power Rangers soundtrack (1995)
- Mad About You — Music from the Television Series (1997) («I Love The Way You Love Me»)
- Daytona USA Circuit Edition soundtrack (1997)
- Pride Fighting Championships theme song «Last Man Standing» (2006)